# Ports
Ports là một xã thuộc tỉnh Indre-et-Loire trong vùng Centre-Val de Loire ở miền trung nước Pháp. Theo điều tra dân số năm 2006 của INSEE có dân số 354 người. Xã nằm ở khu vực có độ cao từ 32-123 mét trên mực nước biển.